# Protocalliphora brunneisquama
Protocalliphora brunneisquama är en tvåvingeart som beskrevs av Sabrosky, Bennett och Whitworth 1989. Protocalliphora brunneisquama ingår i släktet Protocalliphora och familjen spyflugor.
Artens utbredningsområde är Idaho. Inga underarter finns listade i Catalogue of Life.